# كلود بورتون
كلود بورتون (11 أبريل 1891 - 30 أبريل 1971) (بالإنجليزية: Claude Burton)‏ هو لاعب كريكت بريطاني وبريطاني (وحمل سابقاً جنسية المملكة المتحدة لبريطانيا العظمى وأيرلندا).